# McNeills Mills
McNeills Mills est une communauté du Canada située dans le comté de Prince, sur l'Île-du-Prince-Édouard. Elle se trouve au nord-ouest d'Ellerslie.